# Johann Gottfried Keßler
Johann Gottfried Keßler auch Johann Gottfried Kessler (* 23. Juni 1754 in Artern; † 10. Juni 1830 in Harzgerode) war ein deutscher Berg- und Baurat. Er gilt als Begründer der ab 1783 auf Schloss Bernburg eingerichteten Anhalt bernburgische Provinzial Sammlung einiger Foßilien und legte zur Dokumentation einen Katalog an, der archiviert ist.

## Leben
Nach dem Schulbesuch in Sondershausen wurde er an der Bergakademie in Freiberg ausgebildet um 1779 als Rentamtmann in Clingen und ab 1783 als Bergwerks- und Kommissionsassessor in Mägdesprung in Anhalt-Bernburg tätig zu sein.
Seit dem 17. Juni 1793 war er in Harzgerode  Anhalt-Bernburger Baurat und wurde 1807 in den Ruhestand versetzt.
Seine Tochter Luise Katharina Regina Keßler (1792–1845) heiratete am 8. Juni 1819 den Sohn des Architekten Johann Adam Groß III, Georg Wilhelm Adam Groß (1790–1852).
Während seines Wirkens veröffentlichte er in den Jahren 1811 bis 1827 u. a. Aufsätze.

## Veröffentlichungen
- 1811: Gedanken über die Wirkungen bei Feuersbrünsten. In: Allg. Reichs-Anzeiger, No. 189
- 1813: Ueber Luftreinigungsmaschinen. In: Allg. Reichs-Anzeiger, No. 310
- 1821: Ueber Getraide-Magazine. In: Allg. Reichs-Anzeiger, No. 302
- 1825: Das vollkommenste Getraide-Magazin., Basse, Quedlinburg, 1825, 8. S.
- 1827: Des Diaconus Emanuel Philipp Paris Erscheinungen zur Harzgerode. In: Anhalt. Magaz. 1827, No. 21, S. 157–62